# 公元前16世纪国家领导人列表
公元前16世纪（前1600年—前1501年）世界各国领导人列表。

## 非洲

### 古埃及
- 第二中间时期第十五王朝（列表）－

- 希安，法老，约前1610年－前1580年

- 第二中间时期第十六王朝（列表）－

- 内比里奥二世，法老，约前1600年
- 赛门拉，法老，约前1600年
- 贝比安赫，法老，约前1600年－前1588年
- 赛赫姆拉·薛德瓦斯特，法老，前16世纪前期
- 德杜摩斯一世，法老，约前1590年
- 德杜摩斯二世，法老，约前1590年
- 杰丹赫拉·蒙特马萨夫，法老，约前1590年
- 曼图霍特普六世，法老，约前1585年
- 辛努塞尔特四世，法老，前16世纪前期
- 佩皮三世，法老，时间不确定

- 第二中间时期第十七王朝（列表）－

- 拉霍特普，法老，前1580年－前1576年
- 内布马特拉，法老，前1570年代
- 索贝克马萨夫一世，法老，前1570年代
- 贝克马萨夫二世，法老，前1570年代
- 伊里奥特弗六世，法老，约前1573年－约前1571年
- 努赫普拉·因提夫，法老，约前1571年－前1560年代
- 塞赫姆拉-何鲁希玛特·因提夫，法老，前1560年代
- 塞纳赫特里·雅赫摩斯，法老，前1559年－前1558年
- 塞格嫩拉·陶，法老，约前1560年/前1558年－约前1554年
- 卡摩斯，法老，约前1555年－前1550年/前1549年

- 新王國時期第十八王朝（列表）－

- 雅赫摩斯一世，法老，前1550年－前1525年
- 阿蒙霍特普一世，法老，前1525年－前1504年
- 图特摩斯一世，法老，前1506年－前1493年

## 西亚

### 亚述
- 古亚述时期

- 沙尔马阿达德二世，国王，前1601年－前1599年
- 伊里舒姆三世，国王，前1580年－前1567年
- 沙姆希阿达德二世，国王，前1567年－前1561年
- 伊什梅-达甘二世，国王，前1561年－前1545年
- 沙姆希阿达德三世，国王，前1545年－前1529年
- 亚述尼拉里一世，国王，前1529年－前1503年
- 普祖尔亚述三世，国王，前1503年－前1479年

### 巴比伦尼亚
- 巴比伦第一王朝（古巴比伦王国）

- 萨姆苏·地塔那，国王，前1626年－前1595年

### 埃兰
- 埃帕蒂德王朝

- Shirtuh，苏萨的国王， ？
- Kuduzulush二世，苏萨的苏卡马、国王？
- Tan-Uli，苏卡马和苏卡尔， ？
- Temti-Halki，埃兰、西马什、苏萨的苏卡马和苏卡尔， ？
- Kuk-Nashur四世，苏卡马， ？
- Kutik-Matlat，苏卡马，约前1500年

### 赫梯
- 赫梯古王国

- 穆尔西里一世，国王，前1620年 - 前1590年
- 汉提里一世，国王，前1590年 - 前1560年
- 齐丹塔一世，国王，前1560年 - 前1550年
- 阿蒙纳，国王，前1550年 - 前1530年
- 胡齐亚一世，国王，前1530年 - 前1525年
- 铁列平，国王，前1525年 - 前1500年

### 推罗
- Agenor，国王，约前1500年

## 东亚

### 中国
- 商朝：

- 商汤，约前1605年－约前1576年
- 太丁，约前1576年
- 太甲，约前1576年－约前1575年
- 外丙，约前1575年－约前1574年
- 仲壬，约前1574年－约前1570年
- 伊尹，摄政，约前1575年－约前1569年
- 太甲，约前1569年－约前1558年
- 沃丁，约前1558年－约前1529年
- 太庚，约前1529年－约前1504年
- 小甲，约前1504年－约前1487年

- 古蜀：蠶叢、柏灌

## 欧洲

### 古希腊
雅典
- 刻克洛普斯，国王，前1556年 - 前1506年
- 克拉纳士，国王，前1506年 - 前1497年